# Lauren Hutton
Lauren Hutton, nascida Mary Laurence Hutton (Charleston, Carolina do Sul, 17 de novembro de 1943) é uma atriz e ex- supermodelo estadunidense.

## Carreira
Hutton foi a primeira modelo a ter um grande contrato com uma empresa de cosméticos e até hoje detém o recorde de capas da Vogue americana, tendo aparecido na capa da publicação 26 vezes. Além de aparecer em muitos filmes, também teve participações na televisão como em 1987 na série Falcon Crest.

## Filmografia parcial
- Paper Lion (1968) como Kate
- Little Fauss and Big Halsy (1970) como Rita Nebraska
- Pieces of Dreams (1970)
- My Name Is Rocco Papaleo (1971)
- The Gambler (1974)
- Gator (1976)
- Welcome To L.A. (1976)
- Viva Knievel! (1977)
- Someone's Watching Me! (1978)
- American Gigolo (1980)
- Zorro, The Gay Blade (1981)
- Hécate, maîtresse de la nuit, Switzerland, France (1982)
- Starflight One (1983)
- Paper Dolls (1984)... 14 episódios
- Lassiter (1984) Kari
- Once Bitten (1985) como Condessa
- Scandal Sheet (1985)
- The Snow Queen (1985) como Lady of Summer
- From Here to Maternity (1986)
- Monte Carlo (1986)
- Malone (1987) como Jamie
- Timestalkers (1987)
- Scandalous (1988)
- Forbidden Sun (1989)
- Fear (1990)
- Millions (1991)
- Missing Pieces (1991)
- Guilty as Charged (1992) como Liz Stanford
- My Father the Hero (1994) como Megan
- 54 (1998) como Liz Vangelder
- A Rat's Tale (1998) como Evelyn Jellybelly
- Beautopia (1999)
- Caracara (1999)
- Just A Little Harmless Sex (1999) como Elaine
- Loser Love (1999)
- Nip/Tuck (2007) como Fiona McNeil
- Manchild (2007) como Joyce
- The Joneses (2009) como KC
- I Feel Pretty (2018) como Lily Leclair